# Salland-Twentetunnel
De Salland-Twentetunnel is een gecombineerde spoor- en autotunnel in het centrum van Nijverdal in de Nederlandse provincie Overijssel.
De tunnel is aangelegd in het kader van het Combiplan (en had in het begin als werknaam Combitunnel). Het doorgaande verkeer op de N35 wordt via een geheel nieuw tracé door Nijverdal geleid. Onderdeel van dat tracé is de circa 500 meter lange tunnel, waarin de weg en het spoor liggen. De spoortunnel is in april 2013 in gebruik genomen voor het treinverkeer. De autotunnel is op 29 augustus 2015 in gebruik genomen.

## Historie
De ombouw van rijksweg 35 is een project met een lange historie. Al sinds de jaren 1970 is het druk in de Grotestraat van Nijverdal. Sinds lange tijd is Nijverdal daarmee een flessenhals in de verbinding van Twente met Zwolle.
De nieuwe tunnel zorgt voor een 'groene' verbinding tussen het centrum en de woonwijken aan de noordkant van Nijverdal.
De uitvoering van het Combiplan startte in 2008; In november 2014 is de opening voor het autoverkeer echter uitgesteld wegens problemen met de ICT-systemen. Sinds 1 april 2013 is de tunnel in gebruik voor het treinverkeer. Hiermee is de directe treinverbinding tussen Zwolle en Twente na ruim drie jaar onderbreking weer hersteld.
Rond de opening in 2015 was er nog enige onenigheid over de naam van de tunnel. Bij de omwonenden was er een groep van mening dat de tunnel vermeld zou moeten worden naar Leo ten Brinke, een lokale kroegbaas die in 1975 het concept voor de combinatietunnel bedacht zou hebben. Rijkswaterstaat heeft uiteindelijk gekozen voor een neutrale naam, naar verluidt omdat in principe geen tunnels naar mensen vernoemd worden, anders dan leden van het Koninklijk Huis.

## Werkzaamheden
Een lengte van bijna drie kilometer van de N35 is naar het noorden geschoven, waarbij het nieuwe tracé vlak langs de spoorlijn Zwolle - Almelo is komen te liggen. De nieuwe N35 is als tweestrooksweg aangelegd. Aan de westkant van het dorp is over een lengte van 500 meter een gecombineerde tunnelconstructie gemaakt voor het spoor en de weg met twee toeritconstructies.
Aan de westkant van het station Nijverdal is er bijna 1500 meter dubbelspoor bij gekomen. Ten oosten van het voormalige station, waar het spoor over de Regge gaat, is het enkelspoor gebleven.
Daarnaast bestaan de werkzaamheden uit twee spoorwegbruggen en twee rijkswegbruggen over de Regge en de parallel lopende nevengeul, een viaduct ter plaatse van de Kruidenlaan, een viaduct ter plaatse van de G. v.d. Muelenweg over de open tunnelbak, voetgangers- en fietstunnel ter plaatse van de Kruidenlaan, twee dienstgebouwen en geluidsschermen.
De treinhalte is geïntegreerd in de open toerit van de tunnel, ten westen van het voormalige station.
Tijdens de uitvoering van het Combiplan konden van december 2009 tot april 2013 geen treinen door Nijverdal rijden. Er was een tijdelijk station Nijverdal West geopend, dat tijdens de werkzaamheden fungeerde als eindpunt voor de stoptreinen uit Zwolle. Vervolgens werd tussen Wierden en Nijverdal een nieuw spoortraject in gebruik genomen. Op de plaats van de afgebroken spoorlijn is de nieuwe rijksweg 35 aangelegd.

## Constructie
De spoortunnel heeft twee sporen, de spoorlijn is in 2017 geëlektrificeerd. De autotunnel bestaat uit twee kokers met elk twee rijstroken, waarvan op slechts twee van de vier rijstroken gereden mag worden.

## Kosten
De totale kosten van het Combiplan zijn ongeveer 330 miljoen euro.

## Foto's

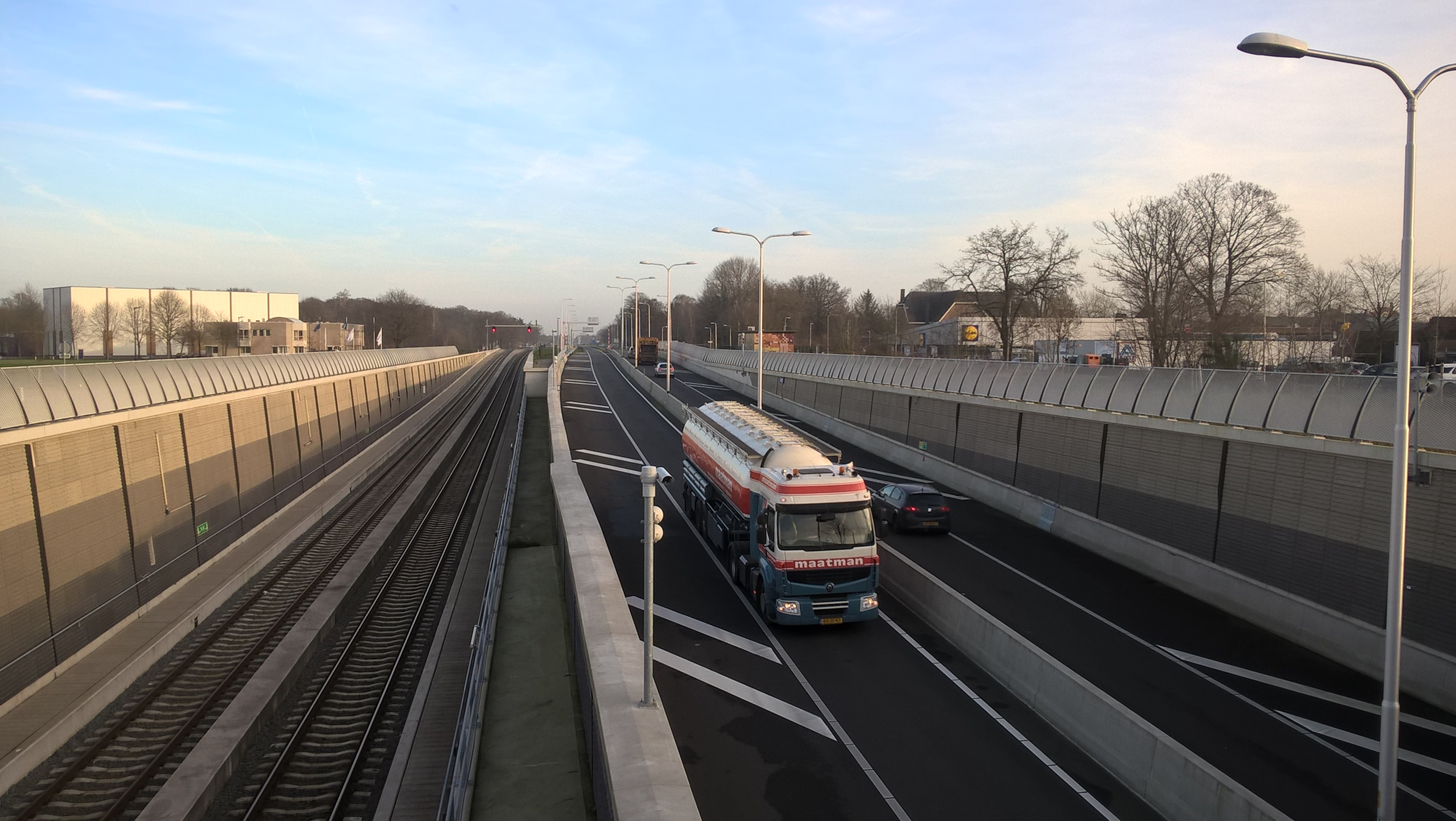
Toerit van de tunnel, gezien in de richting Almelo
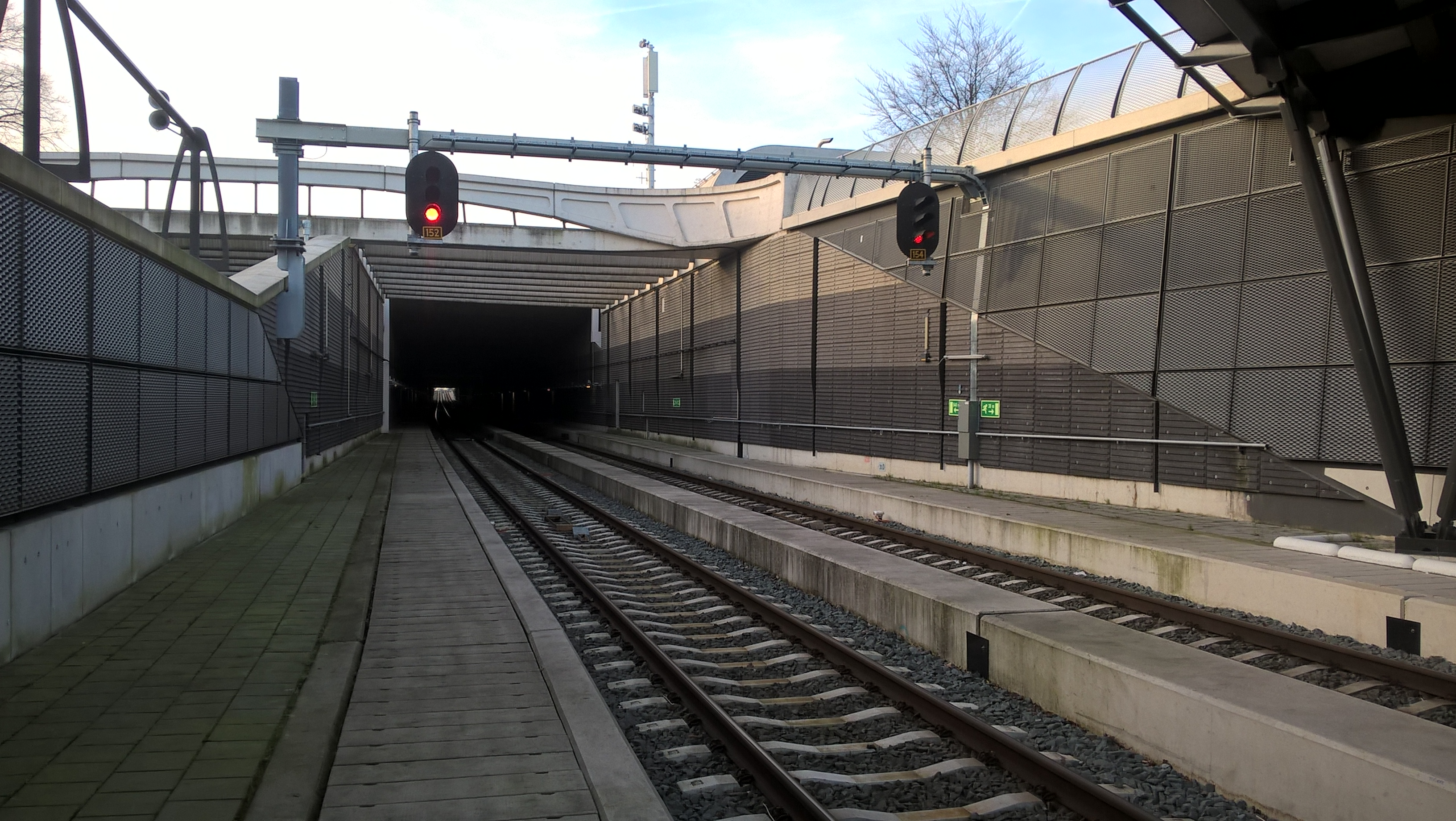
Treintunnel, gezien in de richting Zwolle
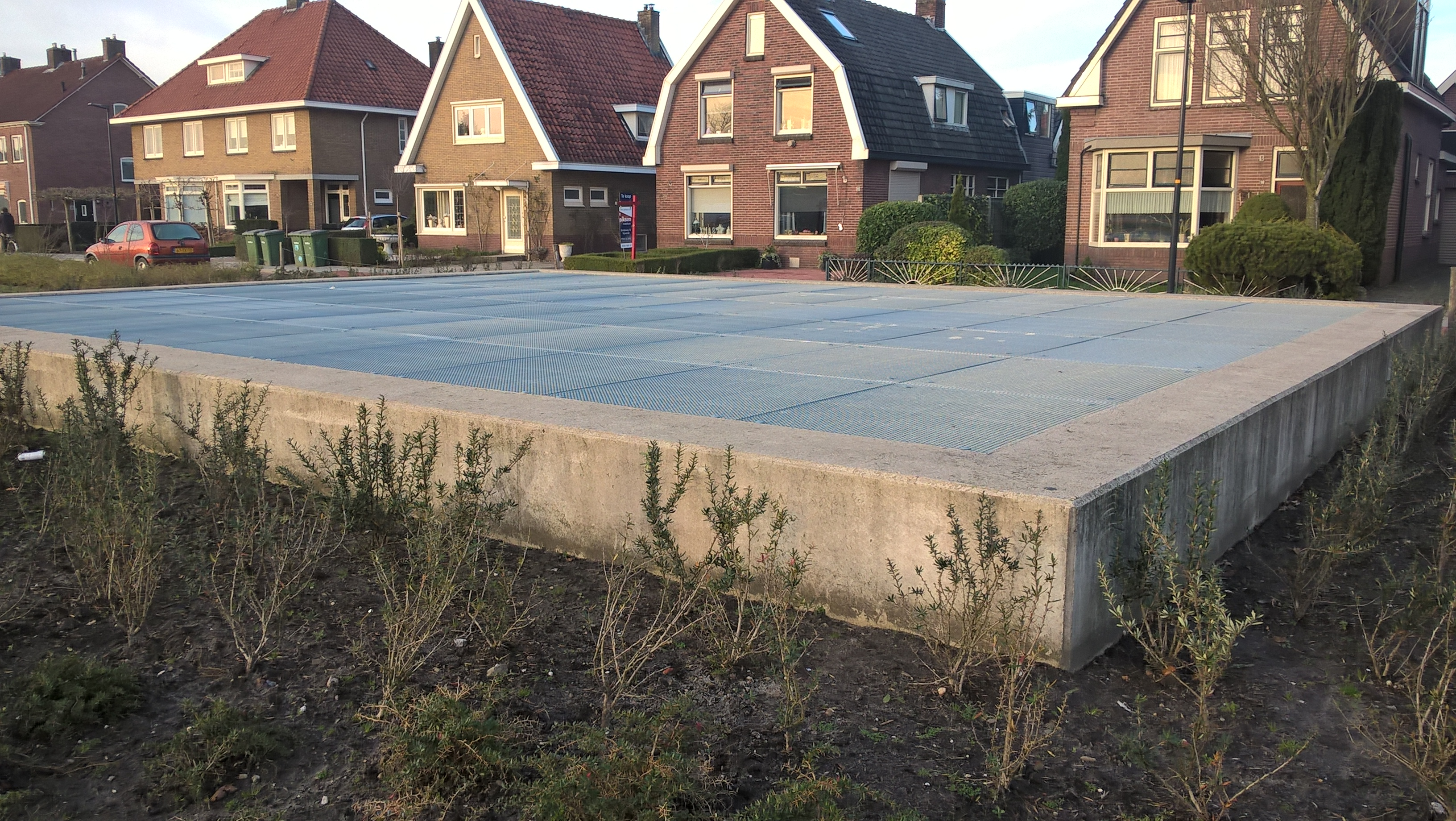
Ventilatie-inlaat in park op tunnel
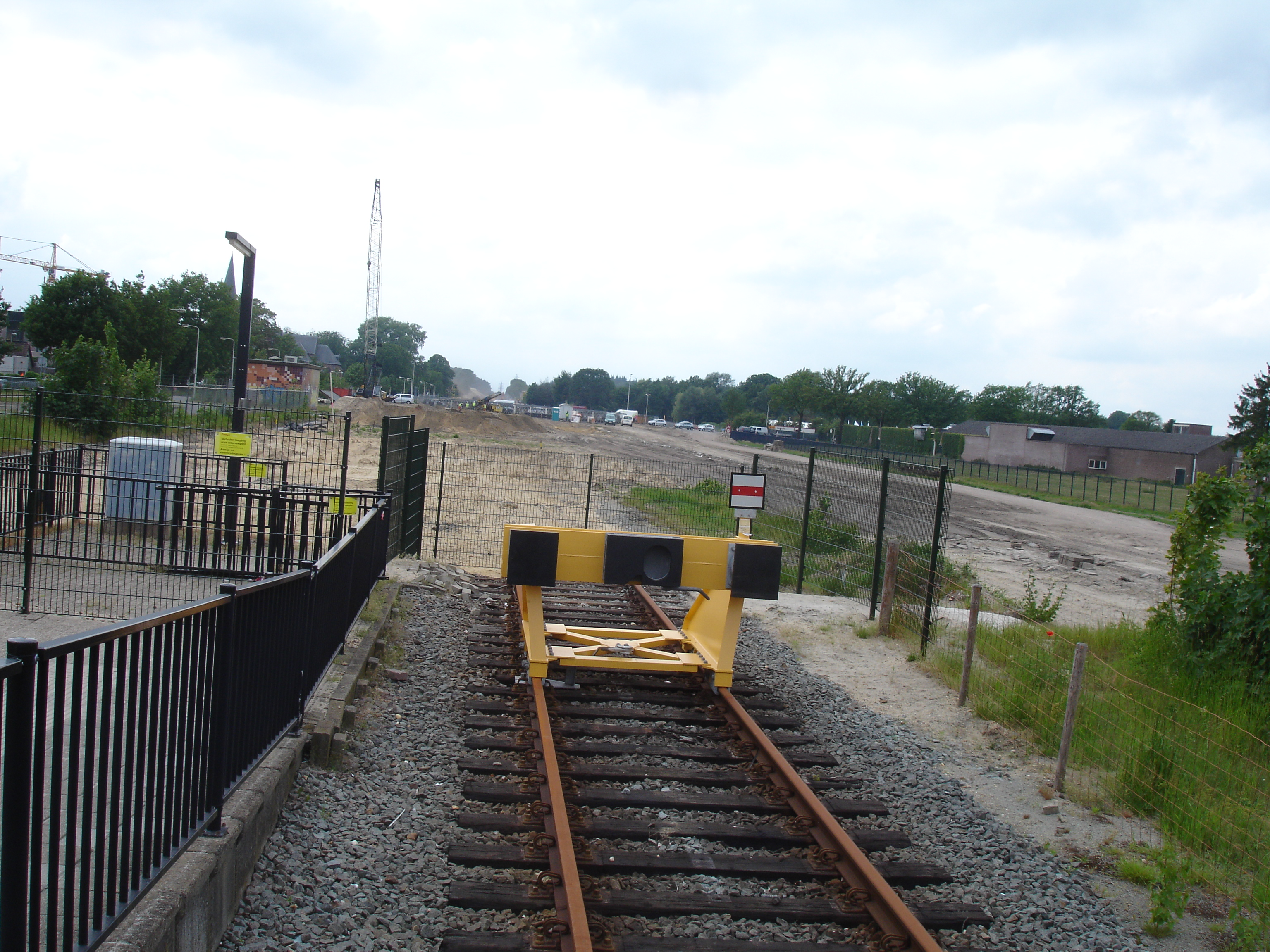
Nijverdal was van 2009 - 2013 kopstation